# Gapsjaure (Sorsele socken, Lappland)
Gapsjaure är en sjö i Sorsele kommun i Lappland och ingår i Umeälvens huvudavrinningsområde. Sjön har en area på 0,111 kvadratkilometer och ligger 784,4 meter över havet. Gapsjaure ligger i Vindelfjällen Natura 2000-område.

## Delavrinningsområde
Gapsjaure ingår i det delavrinningsområde (733740-147440) som SMHI kallar för Utloppet av Gapsjaure. Medelhöjden är 880 meter över havet och ytan är 2,3 kvadratkilometer. Det finns inga avrinningsområden uppströms utan avrinningsområdet är högsta punkten. Vattendraget som avvattnar avrinningsområdet har biflödesordning 3, vilket innebär att vattnet flödar genom totalt 3 vattendrag innan det når havet efter 448 kilometer. Avrinningsområdet består mestadels av kalfjäll (95 procent). Avrinningsområdet har 0,11 kvadratkilometer vattenytor vilket ger det en sjöprocent på 4,9 procent.